# Quechua (merk)
Quechua is een productmerk van de Franse sportwinkelketen Decathlon waarbij de nadruk ligt op de beoefening van bergsporten. Het bedrijf is opgericht in 1997, is gevestigd in Passy in Haute-Savoie en heeft ongeveer 200 werknemers. Quechua biedt producten aan voor wandelen, hiking, klimmen en bergbeklimmen. De naam verwijst naar het Zuid-Amerikaanse Quechuavolk.